# Galbula galbula
Galbula galbula là một loài chim trong họ Galbulidae.